# Кучаків
Куча́ків (у 1937—2016 роках — Кірове) — село в Україні, у Бориспільській міській громаді, Бориспільського району Київської області. Населення становить 1605 осіб.

## Історія
Під назвою Кучаків у письмових джерелах село згадується вперше у 1615 році.

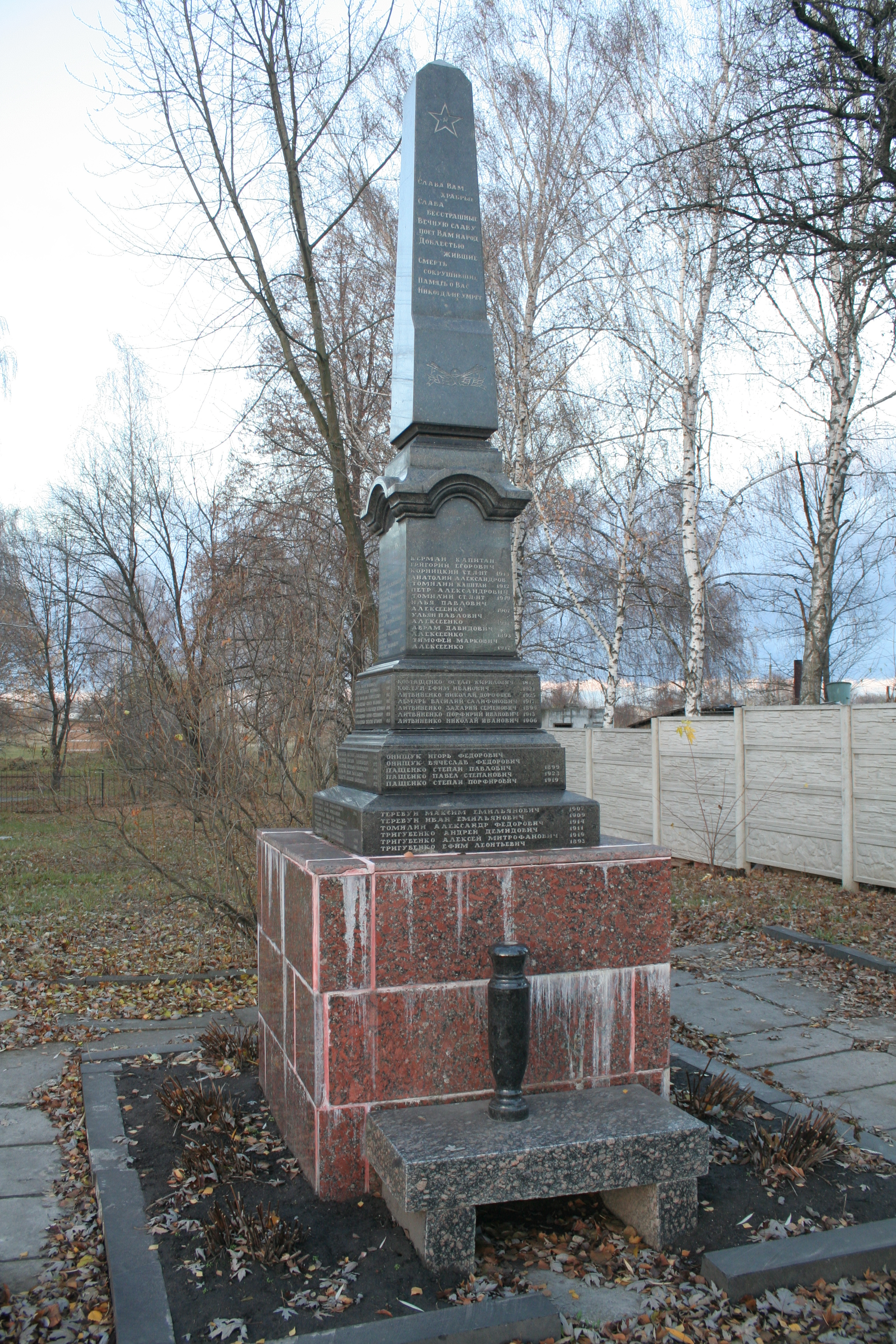
Пам'ятник воїнам-односельцям, які загинули в роки Німецько-радянської війни

За козаччини, до 1781 року селище Кучаків було у складі Баришівської сотні Переяславського полку.
Зі скасуванням козацького полкового устрою, селище перейшло до складу Остерського повіту Київського намісництва. За описом 1787 року у Кучакові було 94 душі, село у володінні бунчукового товариша Сулими.
Селище було приписане до Покровської церкви у Сулимівці.
Від початку XIX століття Кучаків вже у складі Переяславського повіту Полтавської губернії. Є на мапі 1826-1840 років.
1910 року – селище  Іванківської волості Переяславського повіту Полтавської губернії, 129 господарств, 794 мешканця.
У 1922 році тут було створене перший колгосп імені 1 Травня. За статистичними даними на 1926 рік у селі Кучаків та х.Стороженків мешкало 998 осіб на 220 дворах.
Протягом останніх місяців 1932 року з с. Кучаків посібники організаторів Голодомору пограбували всі зернові і продовольчі фонди колективного господарства та продукти з особистих господарств. Комуністи вбили голодом щонайменше 43 особи. Покарання ніхто не поніс. 
У 1937 році, районні партійні діячі переназвали село на одного із сталіністів, члена іноземної компартії С. М. Кірова.
Лише 2016 року село було внесено до переліку населених пунктів, які потрібно перейменувати згідно із законом «Про засудження комуністичного та націонал-соціалістичного (нацистського) тоталітарних режимів в Україні та заборону пропаганди їхньої символіки».
4 лютого 2016 року Верховна Рада ухвалила постанову, якою  селу повернули первісну назву -  Кучаків. 

## Населення

### Мова
Розподіл населення за рідною мовою за даними перепису 2001 року:
| Мова            | Кількість | Відсоток |
| --------------- | --------- | -------- |
| українська      | 1571      | 97.88%   |
| російська       | 30        | 1.88%    |
| білоруська      | 2         | 0.12%    |
| інші/не вказали | 2         | 0.12%    |
| Усього          | 1605      | 100%     |

## Відомі люди
В селі народилася поетеса Лілія Батюк-Нечипоренко (1971).